# Ben Landry
Pas d'image ? Cliquez ici

a Compétitions nationales et continentales officielles uniquement.

b Matchs officiels uniquement.
Dernière mise à jour le 15 février 2023.
Ben Landry, né le 26 mars 1991 à Pewaukee (Wisconsin), est un joueur américain de rugby à XV. 

## Biographie

### Formation et débuts internationaux
Ben Landry débute le rugby au Pewaukee High School (en), où il fait aussi du basket-ball et du football américain. C'est à l'université qu'il décide de se concentrer sur le rugby. Il fréquente d'abord l'Université du Wisconsin à Platteville, puis au bout d'un an rejoint l'Université du Wisconsin à Whitewater. Pendant son cursus, il devient Collegiate All-American. 
Après son cursus universitaire, il rejoint les Milwaukee Barbarians (en). A cette occasion, il dispute des matchs avec l'USA Selects. Puis il quitte Milwaukee pour les Seattle Saracens, qui lui permettent d'intégrer l'équipe des États-Unis de rugby à XV en 2016. Après ses débuts internationaux, il signe un contrat en faveur des Stampede de Denver en PRO Rugby. 

### Tentative de rejoindre la NFL
Néanmoins, malgré des débuts prometteurs en rugby, il veut donner une nouvelle orientation à sa carrière. Ami d'enfance de J. J. Watt, il tente sa chance en NFL. Invité dans le camp d'entraînement des Seahawks de Seattle, il est mis à l'essai par la franchise. Dans la foulée, les Bears de Chicago, les Lions de Detroit et les Packers de Green Bay le mettent aussi à l'essai. Néanmoins, les qualités athlétiques diffèrent entre le rugby et le football américain, et il doit suivre un intense programme de réathlétisation pour espérer faire sa place. 
Mais son plus grand challenge fut d'obtenir « le QI football de base », « d'apprendre le playbook et d'autres choses du genre ». Après quelques mois à essayer d'obtenir un contrat, il décide de revenir au rugby. Néanmoins, il estime que l'expérience lui aura été positive sur le plan de la force, de la vitesse et de l'accélération, des qualités qu'il travaillait peu au rugby. 

### Retour au rugby
Après son essai au football, il rejoint en 2017 les Raptors de Glendale. Dans la foulée, il fait son retour en sélection nationale, et continue dans la nouvelle Major League Rugby en 2018 avec les Raptors.
Après la Saison 2018 de la Major League Rugby, il tente sa chance en Europe, rejoignant les Ealing Trailfinders en Championship. Joueur régulier en club, il est logiquement appelé pour disputer la Coupe du monde 2019. Il y dispute trois rencontres.
Après le mondial, il revient aux États-Unis. Il intègre les rangs des Free Jacks de la Nouvelle-Angleterre, mais n'est pas conservé pour 2021. S'il pense un temps mettre un terme à sa carrière, il est finalement signé par les Seawolves de Seattle en 2021, et est prolongé jusqu'en 2023 au terme de sa première saison au sein du club.

## Statistiques

### En sélection à XV
| Année | Compétition                       | Matchs | Points | Essais | Transf. | Drops | Pénal. |
| ----- | --------------------------------- | ------ | ------ | ------ | ------- | ----- | ------ |
| 2016  | ARC                               | 4      | -      | -      | -       | -     | -      |
| 2017  | Test                              | 2      | -      | -      | -       | -     | -      |
| 2017  | Qualification à la coupe du monde | 1      | -      | -      | -       | -     | -      |
| 2018  | ARC                               | 4      | -      | -      | -       | -     | -      |
| 2018  | Test                              | 3      | -      | -      | -       | -     | -      |
| 2019  | ARC                               | 3      | -      | -      | -       | -     | -      |
| 2019  | Coupe des nations du Pacifique    | 3      | 5      | 1      | -       | -     | -      |
| 2019  | Test                              | 1      | -      | -      | -       | -     | -      |
| 2019  | Coupe du monde                    | 3      | -      | -      | -       | -     | -      |
| Total | Total                             | 25     | 5      | 1      | -       | -     | -      |

| Essai | Adversaire | Lieu                    | Compétition                    | Date            | Résultat | Score |
| ----- | ---------- | ----------------------- | ------------------------------ | --------------- | -------- | ----- |
| 1     | Canada     | Infinity Park, Glendale | Coupe des nations du Pacifique | 27 juillet 2019 | Victoire | 47-19 |